# Хондрокраніум
Хондрокраніум, хрящовий череп, примордіальний череп (від грец. chondros  — хрящ і kranion — череп) — ембріональний череп хребетних, утворений хрящовою тканиною. У дорослому стані хондрокраніум зберігається у круглоротих і хрящових риб (ймовірно, результат еволюції шляхом феталізації). Іноді хондрокраніумом називають ендокраніум — більш-менш повністю костеніючі похідні ембріонального хрящового черепа (без накладних кісток) у дорослих тварин.